# 1991 Darwin
För andra betydelser, se Darwin.
1991 Darwin eller 1967 JL är en asteroid i huvudbältet som upptäcktes den 6 maj 1967 av den argentinska astronomn Carlos U. Cesco och den amerikanske astronomen Arnold R. Klemola vid Leoncito Astronomical Complex. Den har fått sitt namn efter Charles Darwin och hans son George Darwin.
Asteroiden har en diameter på ungefär 4 kilometer och den tillhör asteroidgruppen Flora.